# Pierre Deminuid-Moreau
Pierre Deminuid-Moreau est un homme politique français né le 23 septembre 1770 au Le Bouchon-sur-Saulx (Meuse) et décédé le 8 décembre 1841 à Longeville-en-Barrois (Meuse).
Maitre de forges, maire de Longeville, il est député de la Meuse de 1830 à 1831, siégeant dans la majorité soutenant la Monarchie de Juillet.

## Sources
- « Dictionnaire des parlementaires français de 1789 à 1889 (Adolphe Robert, Edgar Bourloton et Gaston Cougny) », sur gallica BNF (consulté le 6 décembre 2013)